# Припинення вогню в період російського вторгнення в Україну (2022)
Під час російського вторгнення в Україну було організовано гуманітарні коридори, призначені для евакуації населення України. Обговорення припинення вогню та забезпечення гуманітарних коридорів на переговорах Росії та України розпочалося першого дня переговорів.

## Забезпечення гуманітарних коридорів

### 3 березня
У другому раунді переговорів сторони конфлікту домовилися про реалізацію гуманітарних коридорів, а також можливе припинення вогню цих коридорів на період евакуації. Михайло Подоляк заявив, що «сторони досягли розуміння про спільне забезпечення гуманітарних коридорів для евакуації мирного цивільного населення, а також для доставки медикаментів та продуктів харчування».

### 5 березня
Припинення вогню було оголошено у двох містах України, Маріуполі та Волновасі, з 11:00 до 16:00. Евакуацію було тимчасово припинено Україною. Тимошенко Кирило заявив, що російська сторона конфлікту не дотрималася обіцянок про припинення стрілянини, проте переговори про організацію безпечних гуманітарних коридорів продовжуються.

### 6 березня
Президент Туреччини Ердоган Таїп попросив президента Росії Володимира Путіна забезпечити припинення вогню та організувати гуманітарні коридори.
Міжвідомчий координаційний штаб з гуманітарного реагування на Україні, створений у РФ, повідомив, що Збройні сили РФ оголошують режим тиші і з 10-ї ранку відкривають гуманітарні коридори з чотирьох міст в Україні — Києва, Харкова, Сум та Маріуполя. За даними штабу маршрути коридорів: Київ, Гостомель, Раківка, Соснівка, Іванків, Оране, Чорнобиль, Гдень (Білорусія), Гомель із подальшою доставкою авіаційним транспортом до Російської Федерації. З Маріуполя вихід двома маршрутами. Перший маршрут - Маріуполь, Новоазовськ, Таганрог, Ростов-на-Дону, далі авіаційним, залізничним та автомобільним транспортом до обраних пунктів призначення або пунктів тимчасового розміщення. Другий маршрут - Маріуполь, Портовське, Мангуш, в обхід Микільське, Республіка, Розівка, Більмак, Пологи, Горіхів, Запоріжжя. З Харкова — Харків, Нехотіївка, Білгород, далі авіаційним, залізничним та автомобільним транспортом до обраних пунктів призначення або пунктів тимчасового розміщення. Із Сум: перший маршрут — Суми, Суджа, Білгород, далі авіаційним, залізничним та автомобільним транспортом до обраних пунктів призначення або пунктів тимчасового розміщення. Другий маршрут – Суми, Голубівка, Ромни, Лохвиця, Лубни, Полтава. Російська сторона заявила, що повідомила профільні структури ООН, ОБСЄ та Міжнародного комітету Червоного Хреста про відкриття гуманітарних коридорів.

### 7 березня
Міністр з питань реінтеграції непідконтрольних територій Ірина Верещук заявила, що відкриття гуманітарних коридорів відповідно до пропозиції Росії є неприйнятним для української сторони. Згідно з зверненням міністра, евакуація жителів має проводитись виключно в українські міста. Зокрема, з Бучі — до Києва з наступним виїздом залізничним сполученням до Львова, Ужгорода, Івано-Франківська. З Маріуполя — у Запоріжжі, з Волновахи — до Покровська, із Сум — до Полтави, з Ізюму — до Лозової, з Балаклії — до Первомайського, з Харкова — до залізничного сполучення до Львова, Ужгорода, Івано-Франківська.
Режим припинення вогню було введено з 10:00 для евакуації українців через гуманітарні коридори у Києві, Маріуполі, Сумах та Харкові. Гуманітарні коридори проходять через кілька населених пунктів, наприкінці яких евакуація проходить транспортним засобом. ЗМІ зазначали, що часто мирним жителям доводиться перетинати райони, що сильно постраждали від обстрілів, або пробиратися через мости, підірвані задля запобігання просуванню російських військ.